# Sistema de gestión de aprendizaje
Un sistema de gestión de aprendizaje (SGA; en inglés: learning management system o LMS) es un software instalado en un servidor web que se emplea para administrar, distribuir y controlar las actividades de formación no presencial (o educación en línea) de una institución u organización. Permitiendo fundamentalmente, una asincronía espacio-temporal entre los agentes implicados (estudiante y docente en línea) y en menor medida, una sincronía temporal.
Las principales funciones del sistema de gestión de aprendizaje son:  integrar y presentar de forma coordinada y estructurada los diferentes módulos; permitir y administrar el acceso  a través de navegadores e incluso, aplicaciones web; gestionar usuarios, recursos así como materiales y actividades de formación utilizando también, servicios de la web 1.0 y 2.0; gestionar servicios de comunicación como foros de discusión, videoconferencias, entre otros y; controlar y hacer seguimiento del proceso de aprendizaje, realizar evaluaciones y generar informes. Un sistema de gestión de aprendizaje, generalmente, no incluye posibilidades de autoría (crear sus propios contenidos), sino que se focaliza en gestionar contenidos creados por fuentes externas o diferentes. La labor de crear los contenidos para los cursos se desarrolla mediante  plug-in instalado en un servidor y ejecutado como complemento de un LMS o mediante un Learning Content Management System (LCMS).
Se puede entender como la situación virtual de enseñanza-aprendizaje, cuyo objetivo principal no es otro que mejorar la experiencia de enseñanza-aprendizaje a distancia. La plataforma LMS es diseñada y desarrollada para llevar el entorno educativo presencial al entorno virtual de aprendizaje, con la consecuencia de una enseñanza virtual y transformando así el proceso de enseñanza-aprendizaje.
Las herramientas y funciones varían en función del software. La mayoría permiten gestionar, administrar, organizar, coordinar, diseñar e impartir programas de aprendizaje, teniendo en cuenta las necesidades específicas de cada organización.

## Historia
La historia de la aplicación de los ordenadores en la educación está llena de términos genéricos, como la instrucción basada en computadora (CBI), la enseñanza asistida por computadora (CAI), y los programas de ejercicios y el aprendizaje asistido por ordenador (CAL). Los sistemas de gestión del aprendizaje (LMS) tienen una historia diferente. El sistema de aprendizaje integrado (ILS), que ofrece una funcionalidad adicional más allá del contenido instruccional, una instrucción más personalizada y la integración con todo el sistema. El término ILS fue acuñado originalmente por Jostens y el LMS fue utilizado originalmente para describir la parte del sistema de gestión del sistema de aprendizaje PLATO K-12, libre de contenido y separado del material didáctico. PLATO es considerado el primer LMS, fue desarrollado por Blitzer en el año 1960 dentro de la Universidad de Illinois (EE. UU), es un sistema de tiempo compartido y se considera el origen de las tecnologías modernas.
La historia de los sistemas de aprendizaje tiene su inicio en el año 1924, año en el que se inventó la máquina de aprendizaje. Posteriormente y muy poco a poco aparecieron más inventos en el mercado, tal y como el cilindro de problema en 1929, el sistema de enseñanza adaptativa en 1956, la computadora de escritorio Hewlett Packard en 1970, la familia de protocolos de internet en 1982, Softarc, el primer software LMS, en 1990 (en 2002 liberado para el público), la red interna de fuente abierta, Moodle y la nube privada en 2008, y finalmente los sistemas LMS ofrecidos en la nube en 2012. El término LMS se utiliza para describir una serie de aplicaciones informáticas educativas.

## Objetivo
La clave para entender la diferencia entre el LMS y otros términos de educación con ordenadores es entender la naturaleza sistémica de los LMS. Los LMS son el marco que se encarga de todos los aspectos del proceso de aprendizaje. Un LMS es la infraestructura que ofrece y gestiona contenidos de instrucción, identifica y evalúa el aprendizaje individual, sigue el progreso hacia el logro de los objetivos y recoge y presenta datos para supervisar el proceso de aprendizaje.
La mayoría de los LMS están basados en la web para facilitar el acceso a los contenidos de aprendizaje y administración. También los utilizan por las instituciones educativas para mejorar y apoyar los cursos de enseñanza en el aula y llegar a más estudiantes. Los LMS se utilizan también por industrias reguladas (por ejemplo, la industria financiera y la industria biofarmacéutica) para la formación.
Algunos proveedores de LMS incluyen "sistemas de gestión del rendimiento”. Las técnicas más modernas intentan descubrir las lagunas de aprendizaje y guiar la selección de materiales para solventar este problema. 
Para el mercado comercial, algunos Sistemas de Gestión de Rendimiento y Aprendizaje incluyen el nivel de “enganche” y la funcionalidad de la recompensa. 
Un LMS potente debería ser capaz de hacer lo siguiente:
- Centralizar y automatizar la administración.
- Usar servicios autoguiados.
- Ensamblar y entregar el contenido de aprendizaje rápidamente.
- Consolidar las iniciativas de formación en una plataforma basada en la web.
- Apoyar la portabilidad y los estándares.
- Personalizar el contenido y permitir la reutilización del conocimiento.

Un LMS puede ser una herramienta simple para distribuir los contenidos del curso, que se deberá crear en un Sistema de Gestión de Contenidos de Aprendizaje (L.C.M.S) o puede incluir herramientas de autor que posibiliten la creación de materiales personalizados.

## Tipos de LMS
Con el pasar de los años el desarrollo del mercado del e-learning ha originado la aparición de varias plataformas LMS, según un estudio de mercado elaborado por TRM Research  en el 2017 existen más de 600 plataformas LMS disponibles en el mercado mundial, este hecho ha dado origen a la especialización de las plataformas LMS con base en los sectores en donde son utilizadas.
Actualmente las LMS son utilizadas principalmente en 3 sectores:
- Académico, sector compuesto por todas las instituciones educativas como universidades o escuelas que utilizan las plataformas LMS para la creación de cursos en línea para sus alumnos.
- Corporativo, compuesto por organizaciones y empresas que utilizan las plataformas LMS para la capacitación en línea de colaboradores y clientes.
- Comercial, sector compuesto por personas y empresas que quieren vender cursos por Internet.

Hay que resaltar que todas las plataformas consideradas LMS deben de guardan estándares mínimos de funcionalidades, todos estos son definidos por el IEEE (learning Technology Standards Commitee) , sin embargo las LMS especializadas en un determinado sector desarrollan funcionalidades específicas y avanzadas de acuerdo al sector en el cual se especializan así las plataformas orientadas al sector:
- Académico, se especializan en funciones de gestión de alumnos, compatibilidad con estándares e-learning y gestión del contenido.
- Corporativo, especializadas en reportes del proceso de capacitación y seguridad de la información.
- Comercial, se caracterizan por desarrollar integraciones con plataformas de Marketing Digital y opciones de personalización avanzada.

## Perfiles de LMS
Se encuentran los siguientes perfiles que apoyan los procesos de enseñanza-aprendizaje.
El alumno
Es la figura a la cual están enfocados los procesos, los aprendizajes y la acción formativa.
Los profesores
Tutores personales: Sus funciones son orientar, asesoramiento académico personal, realizar el seguimiento y mantener activa su motivación. Es el nexo de unión entre la institución educativa y el alumnado.
Tutores de aprendizaje: Responsables del proceso de aprendizaje del alumno. Entre sus funciones se encuentran la resolución de dudas y propuesta y corrección de ejercicios de la materia. Además, supervisa la ejecución del trabajo realizado por los alumnos, la participación en los foros y debates.
Colaboradores en entornos presenciales
Su trabajo es complementario al realizado por los profesores en línea, desplazándose a un centro de apoyo con el fin de llevar a cabo la acción formativa o de evaluación presencialmente.
Diseñadores
Se encargan de la creación y el diseño de cursos. Son expertos en la materia a impartir, así como en lenguaje hipermedia y multimedia y en técnicas de educación a distancia.
Coordinador
Diseña y se responsabiliza del desarrollo del curso, de la coordinación docente y organizativa del mismo en la plataforma LMS.
Administrador
Gestionan y mantienen actualizadas las funcionalidades de la plataforma LMS. Así como los espacios virtuales (acceso, bibliotecas, recursos...).

## Comparación de LMS y CMS
Los LMS (sistema de gestión de aprendizaje o learning management systems) son sistemas de gestión del aprendizaje a distancia cuya función es administrar, distribuir, monitorear, evaluar y apoyar las diferentes actividades del proceso de aprendizaje en línea.
Los LMS hacen de intermediario entre el alumno y el profesor, facilitan el seguimiento del proceso de aprendizaje de cada alumno, y ofrecen herramientas de comunicación como pueden ser foros, chats o incluso videoconferencias.
Los CMS (gestor de contenidos o content management system) en un inicio estaban orientados a crear páginas web de inicio de distinto tipo: portal de contenidos, tipo publicación en línea, tipo blog, etc… Un CMS es una interfaz que controla una o varias bases de datos donde se aloja el contenido del sitio, por lo que su función es crear y administrar contenidos de páginas web.
El uso inapropiado de LMS en la literatura se asocia habitualmente quizás a las aplicaciones de computadoras que identificaríamos como sistemas de gestión de contenidos (CMS). Estos sistemas se utilizan principalmente para el aprendizaje en línea o semipresencial, el apoyo para la implementación de los materiales de los cursos en línea, la asociación de estudiantes con cursos, el seguimiento del rendimiento de los estudiantes, el almacenamiento de envíos de los estudiantes y la mediación de la comunicación entre los estudiantes, así como con su instructor. Parte de esta misma funcionalidad se puede ver dentro del LMS, por lo que es comprensible la confusión que podría existir sobre las diferencias entre los dos tipos de sistemas. Sin embargo, el carácter sistémico de un LMS no limita su funcionalidad a la de un CMS.

## Beneficios clave de un LMS
Al incorporar en una institución u organización educativa un LMS, se encuentra una gran amplitud de beneficios. De manera general los beneficios que ofrece un LMS son:
- Disminuye los límites del tiempo y la rigidez del espacio de formación.[1]
- Fomenta la autoformación permanente y flexible.[20]
- Facilita el acceso a la información y centraliza la comunicación asíncrona.[21]
- Posibilita disponer de una gran variedad de recursos o materiales de calidad a muy bajo coste las 24 horas del día.[1]
- Permite la actualización y distribución inmediata de recursos o materiales.[21]
- Favorece el seguimiento del progreso del estudiante y el docente en línea.[20]
- Evalúa el aprendizaje de forma continua y analiza la efectividad del curso en línea.[20]
- Disminuye el tiempo invertido en el proceso de enseñanza-aprendizaje.[22]
- Apoya la formación presencial e incluso, promueve la educación en línea y el aprendizaje semipresencial.[21]
- Fomenta el surgimiento de comunidades de autoconocimiento.[1]

## Funcionalidades del LMS y el LCMS
Un LMS es una plataforma tecnológica que se utiliza para crear, gestionar y distribuir actividades formativas a través de la Web, en un entorno tecnológico donde se desarrollan actividades e-learning y b-learning.
Un sistema de gestión de contenidos de aprendizaje (LCMS) es un software que provee de un ambiente multiusuario donde desarrolladores, autores, diseñadores instruccionales y expertos en la materia pueden crear, almacenar, reutilizar, gestionar y proveer contenidos de aprendizaje digitales de un repositorio de objetos de aprendizaje centralizado.
En la actualidad, existen infinidad de LMS y LCMS, cada uno de ellos con sus propias funcionalidades y herramientas pero ambos, deben poseer ciertas funcionalidades básicas que aporten valor, entre las que se consideran:

### Funcionalidades de un LMS
- Gestión administrativa, registro y administración de usuarios.[21]
- Gestión académica, creación y publicación de cursos.[24]
- Gestión de recursos, almacenamiento de documentos y entrega de contenidos.[21]
- Diseño de planes de estudios.[25]
- Administración de la comunicación interpersonal y trabajo colaborativo.[21]
- Gestión del conocimiento, el aprendizaje y la productividad.[25]
- Seguimiento, monitorización y soporte.[21]
- Elaboración de informes y evaluación.[21]

### Funcionalidades de un LCMS
- Interfaz automatizada con un LMS.[23]
- Desarrollo de contenidos colaborativos mediante plantillas.[21]
- Facilitación de la gestión de contenidos (es decir, la indexación y la reutilización).[23]
- Repositorio de objetos de aprendizaje.[23]
- Integración del flujo de trabajo.[21]
- Evaluación dinámica y aprendizaje adaptativo.[25]

## Aspectos técnicos
La mayoría de los LMS están basados en la web, construidos con diversas plataformas de desarrollo, como Java, Microsoft .NET o PHP. Por lo general, emplean el uso de una base de datos como MySQL, Microsoft SQL Server u Oracle como el almacén de datos de back-end. 
Existe una variedad de estándares de integración para empaquetar contenido dentro de las LMS, como por ejemplo el SCORM y los LTI (Learning Tools Interoperability). Los LMS fueron originalmente diseñados solo como software instalados en el servidor, a través de la compra de licencias e instaladas en sus propios servidores. Actualmente, existen las SaaS (software como servicio) que son un modelo de distribución de software los que se accede vía Internet.
Aunque la mayoría de los sistemas son desarrollados comercialmente y tienen licencias de software comercial, hay varios sistemas que tienen una licencia de código abierto. 
Entre los sistemas con licencia de código abierto encontramos Moodle que es una plataforma virtual educativa.
El uso de plataformas con licencia comercial implica el pago de una cuota, renovable en caso de expiración, generalmente de carácter anual y que permite la asociación normalmente a un único servidor.
Entre los tipos de licencia comercial encontramos:
- Licencia comercial completa: la cuota es proporcional al número total de usuarios de la institución.[27]

- Licencia comercial limitada: se limita al número de usuarios permitido.[27]

LMS Corporativos admiten contenido multilingües como servicios que pueden extenderse por todo el mundo. SCORM es un estándar de facto para los sistemas LMS.

## Características para elegir un sistema de gestión
Entre las principales características que podemos señalar para elegir un sistema de gestión señalamos las siguientes:
- Actualizaciones. Continuamente el sistema de gestión debe actualizarse para de esta forma poder eliminar y corregir así los fallos que se hayan encontrado por los usuarios.
- Control. Garantiza la posibilidad de poder ejercer el control en relación con la evolución y el resultado de los alumnos/as y además facilitar la comunicación con el docente.
- Administración. Facilita al alumnado poder administrar y estructurar los recursos educativos en un solo espacio.
- Personalización. Permite a la institución académica personalizar el espacio acorde a su identidad.
- Soporte. Asegura que el proveedor controle y domine totalmente el sistema para poder de esta forma recibir apoyo técnico en caso de algún imprevisto.
- Afinidad. Afinidad y soporte de estándares internacionales de cursos en línea, como SCORM y AICC.
- Usabilidad. Es imprescindible estructurar bien la plataforma para evitar fallos y de esta forma no repercutir en el proceso de aprendizaje de los alumnos/as.
- Estabilidad. Hay que evitar la totalidad de los fallos técnicos en el sistema para no influir en la conexión de los usuarios.

Algunos autores consideran también que se debe incluir:
- Interactividad: relación de participación entre el usuario y el LMS. Conversación bidireccional que sitúa a la persona que utiliza la plataforma en el centro de su propio aprendizaje.
- Flexibilidad: capacidad de adaptación del sistema e-learning a la estructura, planes de estudio, contenidos y estilos pedagógicos de la institución u organización educativa en la que se quiere implementar.
- Escalabilidad: posibilidad del software de aumentar su capacidad (los usuarios en red), sin comprometer su funcionamiento y calidad.
- Estandarización: compatibilidad e interoperatibilidad de la plataforma con las herramientas y contenidos formativos de terceros.
- Accesibilidad: posibilidad de acceso (usabilidad del diseño) y adaptación del LMS a las diferencias individuales en educación.[21]

## Herramientas educativas
Los sistemas de gestión del aprendizaje (SGA) aportan una variedad de herramientas educativas que se pueden resumir en:
1. Herramientas de gestión y distribución de contenidos que permiten el almacenamiento, la organización, la distribución y estructuración de contenidos educativos.
2. Herramientas de administración de usuarios que proporcionan el registro de nuevos alumnos, su acceso y la presentación de los contenidos.
3. Herramientas de comunicación mediante chats, foros, correos electrónicos, tablones, etc.
4. Herramientas de evaluación con la posibilidad de crear actividades de preguntas abiertas, de selección múltiple o de verdadero-falso entre otras.
5. Herramientas de seguimiento de la evolución de los alumnos durante el aprendizaje.

Aunque cada LMS tiene sus herramientas, estas van a permitir realizar cinco tipos de funciones principales, como:
- Administración del espacio de aprendizaje (EA): va a facilitar tanto la gestión de los usuarios (altas, bajas, modificaciones, roles, etc), como la gestión de los EA (creación, modificación, visibilidad y eliminación del EA o de sus partes).[31]

- Comunicación de los participantes: esta función va a permitirnos interaccionar en diversas direcciones, entre los docentes y los discentes. Dicha comunicación puede ser asincrónica,  por ejemplo; utilizando el correo electrónico, los foros, el calendario y los avisos; o sincrónica, por medio de  charlas, (chats) o mediante la pizarra digital.[32]

- Gestión de contenidos: consta de un sistema de almacenamiento y gestión de archivos que permite realizar operaciones básicas como la visualización,(directorios), copiar, pegar, eliminar y descargar entre otras en el espacio de aprendizaje. También suele contar con sistemas que se encargan de la publicación de manera organizada de los contenidos y herramientas básicas que se encargan de crear contenidos.[33]

- Gestión del trabajo en grupos: van a permitirnos realizar operaciones más complejas, cómo modificar o borrar grupos de alumno y crear escenarios virtuales para el trabajo en equipo o colaborativo de un grupo. Estos escenarios contienen ciertos componentes, como; directorios para intercambiar archivos, chats privados para comunicarse cada persona del grupo o herramientas que hacen posible la publicación de los contenidos.
- Por último, la evaluación: las herramientas nos van a permitir crear, editar y realizar ciertos tipos de pruebas de evaluación, de autocorrección o de corrección, así como publicar calificaciones o visualizar la información de los resultados o seguir el progreso individualizado del alumnado.[34]

### Herramientas de integración
La tecnología educativa cuenta con herramientas de inteligencia artificial que les permite manejar agentes inteligentes como tutores, pudiendo crear líneas de trabajo pedagógicas y colaborativas basándose en los datos obtenidos de los propios protagonistas.

## Espacios virtuales básicos en un LMS

### Espacio virtual docente
Aquí se realiza la actividad educativa, y todos sus espacios y servicios se destinan a ello. Se compone por informaciones de hipertexto que se colocan en el espacio web correspondiente al aula virtual:
- Espacio de atención personal (la tutoría virtual): sustenta la atención personal a través de mensajería electrónica y FAQs en el espacio web del aula virtual. Las plataformas de teleformación tienen, además un servicio de mensajería integrado;  el tablón de anuncios, espacio al que solo tiene acceso el tutor para anunciar convocatorias, dar informaciones o presentar propuestas a los alumnos.[36]

- Espacio de debate: se estructura sobre una lista de discusión y su correspondiente base de datos de mensajes a la lista, o bien sobre una lista integrada en la plataforma del campus. En él tienen lugar los debates propuestos por el tutor.[36]

- Foro: espacio compartido por el tutor y los alumnos. Aquí se tratan temas grupales que no tienen que ver estrictamente con los contenidos.[36]

### Espacio virtual de información, de biblioteca virtual, el FTP
Es importante disponer de un acceso rápido, flexible y organizado a la información que se utiliza en ellos, este es el objetivo de las bibliotecas virtuales, bases de datos de documentos y FTPs vinculados al espacio de docencia y con enlaces desde él.

## Industria de la gestión del aprendizaje
En el mercado relativamente nuevo de los LMS, los proveedores comerciales para aplicaciones corporativas y educación van de los nuevos participantes a los que entraron en el mercado en los años noventa. Además de paquetes comerciales, muchas soluciones de código abierto están disponibles. 
En el mercado de la educación superior, en otoño de 2013, Blackboard es el proveedor líder con una cuota de mercado del 41 %, con Moodle (23 %), Desire2Learn (11 %) y Instructure siendo los siguientes tres proveedores más grandes. En el mercado corporativo, los seis mayores proveedores de LMS constituyen aproximadamente el 50 % del mercado, con SuccessFactors Learning, Saba Software, Voniz Inc y SumTotal Systems como los cuatro mayores proveedores. 
Además de los restantes proveedores más pequeños, empresas de formación, proveedores de planificación de recursos y empresas de consultoría compiten por una parte del mercado de gestión del aprendizaje. Aproximadamente el 40 por ciento de las organizaciones de formación de los Estados Unidos informaron de que tienen un LMS instalado, una cifra que no ha cambiado significativamente en los últimos dos años. Otro de los servicios relacionados con LMS viene de los vendedores de preparación de exámenes estandarizados, donde empresas como Princeton Review o BenchPrep ofrecen cursos de preparación para la prueba en línea. 
La mayoría de los compradores de LMS utilizan herramientas de autoría para crear su contenido de e-learning, que luego se dispone en un LMS. En muchos casos, los LMS incluyen una herramienta de creación primaria para la manipulación de contenidos básicos. Para la creación de contenidos avanzados, los compradores deben elegir un paquete de software de creación que se integra con sus LMS para que su contenido sea alojado. Hay herramientas de autoría en el mercado que cumplen con las normas de AICC y SCORM y, por lo tanto, el contenido creado en herramientas como estas puede ser alojado en un LMS certificado por AICC o SCORM. En mayo de 2010, ADL había validado 301 productos certificados por SCORM mientras que 329 productos cumplían.
La evaluación de LMS es una tarea compleja y la investigación significativa admite diferentes formas de evaluación, incluyendo los procesos iterativos donde la experiencia del alumno y los enfoques de aprendizaje se evalúan.

## Plataformas de aprendizaje en línea
Los LMS se clasifican según de diferentes aspectos/usos, encontrando los de uso comercial (de propietario), software libre y en la nube (SaaS).
- Sistemas/software libres: no tienen coste y se adaptan a los requisitos de la organización. Una de las desventajas es que tienen un soporte limitado o nulo.[11]
- LMS tipo SaaS: corresponde a un modelo de distribución de software mediante el cual una aplicación se ofrece a múltiples clientes y es accesible a través de la red. Se caracterizan por tener un software accesible que se maneja y comercializa a través de la red, su mantenimiento se desempeña en un único lugar, las aplicaciones se distribuyen al resto de clientes y se comercializan a través de cuotas de suscripción o utilización por lo que no se distingue el alojamiento del software con su licencia.[11]
- Adaptaciones en forma de plugin: algunas de las ventajas de emplear un LMS, podrían ser la de ofrecer un aspecto más uniforme a toda la web o ofrecer integraciones con otras funciones en línea como la comercialización de cursos o zonas de membresía.
- Sistemas propietarios: tienen un coste comercial e incluyen un sistema de soporte (presencial,en línea o telefónica). Las adaptaciones necesarias las realiza el correspondiente proveedor.[11]

## Ejemplos

### Sistemas propietarios
- Blackboard
- Canvas Instructure
- Desire2Learn
- eCollege
- Fronter
- Litmos
- Saba Learning
- WebCT
- Sensei LMS
- Cátedra LMS
- Ucampus
- Neo.Lms
- Crehana
- Evolcampus

### Sistemas libres
- ATutor
- Chamilo
- Claroline
- Dokeos
- ILIAS
- Moodle
- Proyecto Sakai
- SWAD
- Teeach